# Kőmagvú gyöngyköles

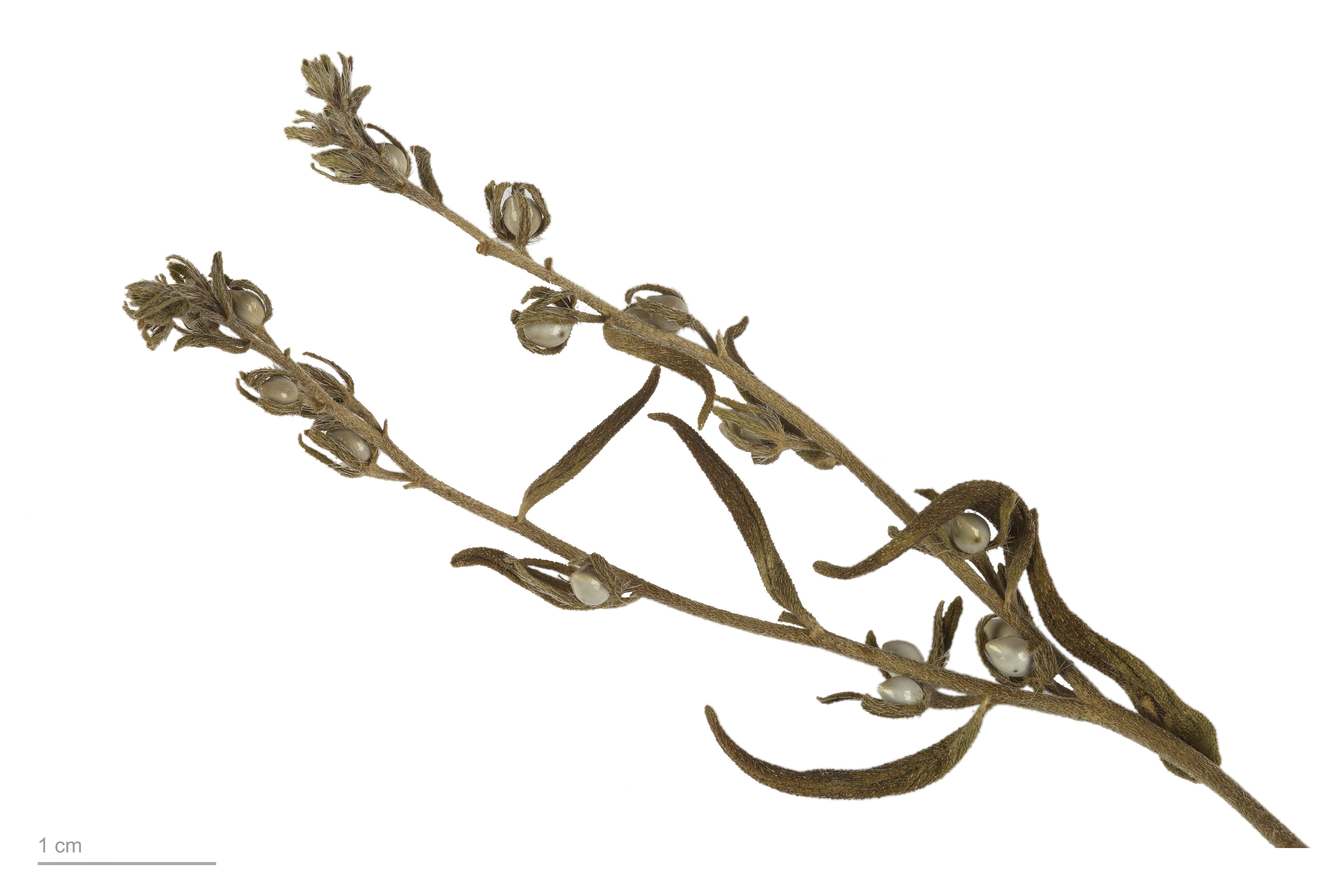
Lithospermum officinale

A kőmagvú gyöngyköles (Lithospermum officinale) a borágófélék (Boraginaceae) családjába tartozó növényfaj.

## Jellemzése
Egész Európában elterjedt, vastag főgyökerű lágy szárú évelő növény, amely 50–80 cm magasra is megnő. Erős, felfelé álló szárain a levelek felül sötétzöldek és lándzsa alakúak, alul halványabb színűek. Apró, szürkésfehér virágai a levelek hónaljában fürtökben csüngenek. Termése fehéres színű, fényes gyöngyre emlékeztető makkocska.

## Felhasználása
Régóta alkalmazzák a vesekő gyógyítására, ma pedig főleg fogamzásgátló tulajdonságai miatt használják. Ajánlott menstruációs zavarok (dysmenorrhea) és enyhe pajzsmirigy-alulműködés kezelésében is.

## Gyógyhatása
Fogamzásgátló tulajdonságát a litoszpermsavnak tulajdonítják, amely gátolja a gonadotrop hormonok működését. Állatkísérletek igazolták, hogy a patkánynál a gyöngyköles gátolja a pajzsmirigy-hormonelválasztást. Vércukorcsökkentő tulajdonságát is igazolták.

## Figyelmeztetés
A kőmagvú gyöngyköles mérgező hatásával kapcsolatos tanulmányok során a napi 240 mg liofilizált (szárított) kivonatból készült adag 6-8 heti szedése esetén sem mutattak ki mellékhatást. Alkalmazása viszont nem javasolt terhesség, májelégtelenség, valamint csökkent agyalapi mirigy- és pajzsmirigy-alulműködés esetén.